# 昆仑决
崑崙格鬥（英語：Kunlun Fight），2014年由昆尚传媒创办，总部位于中国首都北京，是目前世界范围内最顶尖的踢拳赛事之一（页面存档备份，存于）。昆仑格鬥决賽在江苏卫视及多个国际电视台播出。昆仑格鬥首场比赛于2014年1月25日在泰国芭提雅举行，此后每年都举办20余场比赛。

## 历史

### 首场比赛
昆仑决首场比赛在2014年1月25日在泰国芭提雅举行，并进行了一场泰拳规则四人赛，参赛者包括安德烈·古拉宾、帕桑暖、郭冬旺、乌玛·塞玛塔，获胜者为帕桑暖。首场比赛后，昆仑决又在泰国进行了两场比赛。

### 签约播求·班柴明
2015年6月7日，昆仑决宣布与两次K-1MAX世界冠军获得者“泰拳王子”播求·班柴明签下六场比赛的独家合约，播求在合约结束后依然在昆仑决参加了数场比赛。

### “诸神之战”
昆仑决最知名的一项品牌赛事是每年一届的70公斤“诸神之战”锦标赛。在2014年首届赛事中，迪兹尼斯·祖耶夫在16人锦标赛的决赛中击败了维克多·纳格比，获得2014年年度总冠军。2015年，“诸神之战”阵容扩充至64人，参赛者包括K-1、Glory等多个赛事的世界冠军及国际知名拳手，包括2014年冠军迪兹尼斯·祖耶夫，以及马拉特·格里戈里安、恩里克·科尔、戴维特·奇利亚、穆塞·格罗恩哈特、安迪·苏瓦、雅桑克莱·菲尔泰斯、达占巴·阿斯科洛夫、苏波邦·班柴明、钦吉兹·阿拉佐夫、巴猜等。2015年总冠军为西提猜·西颂批侬。2016年苏波邦·班柴明在“诸神之战”八强击败了卫冕冠军西提猜，并成为2016年年度总冠军。2017年马拉特·格里戈里安在决赛中击败了卫冕冠军苏波邦，并成为2018年年度总冠军。2018年冠军由前Glory轻量级世界冠军戴维特·奇利亚获得。

## 商业价值
2016年3月，昆仑决完成B轮融资，由晨兴资本、IDG资本及北极光创投投资，本轮融资后昆仑决估值达到3.5亿美元，使昆仑决成为中国估值最高的搏击赛事品牌。2017年第一季度B+轮完成后，昆仑决估值达五亿美元。

## 播出平台
昆仑决在江苏卫视每周播放，与西瓜视频中国境内网络独家合作播出，并在福克斯亚洲电视台、KIX、RMC4、Fight Network和FightBox等电视台向全球播放。昆仑决也曾在泰国Workpoint、香港及台湾HKSTV、安徽卫视和欧洲体育频道上播出，昆仑决MMA曾在2017年在央視CCTV5频道上播出。